# Скандийродий
Скандийродий — бинарное неорганическое соединение
родия и скандия
с формулой RhSc,
кристаллы.

## Получение
- Сплавление стехиометрических количеств чистых веществ:

{\displaystyle {\mathsf {3Rh+Sc\ {\xrightarrow {T}}\ Rh_{3}Sc}}}

## Физические свойства
Скандийродий образует кристаллы
кубической сингонии,
пространственная группа P m3m,
параметры ячейки a = 0,3204 нм, Z = 1,
структура типа хлорида цезия CsCl
.
Соединение конгруэнтно плавится при температуре 1990 °С
.